# Charles de Barbezières
Charles de Barbezières, comte de Chemerault ( mort en 1677) est un général de l'Ancien Régime.

## Famille
Il est le fils du Comte Geoffroy et de son épouse, Louise de Marans.
Il épouse Madeleine Tabouret dont :
- Charles Martin
- Augustin
- François
- Jean Noël

## Carrière
D'abord destiné à une carrière ecclésiastique, il fut abbé de Celles et envisagea de rejoindre l'Ordre de Malte. La mort de son frère ainé le conduisit à rejoindre le régiment des Croates en tant que capitaine.
Le 8 janvier 1649, il lève le régiment de Chémerault cavalerie. 
Le 1er février 1652, il est créé maréchal de camps.
Le 16 mai 1657, il devient gouverneur de Lusignan.